# Monocentrus justus
Monocentrus justus är en insektsart som beskrevs av Capener 1972. Monocentrus justus ingår i släktet Monocentrus och familjen hornstritar. Inga underarter finns listade i Catalogue of Life.